# محمد منير (كاتب صحفي)
محمد منير (1955 - 2020)، هو كاتب صحفي مصري يساري ومعارض بارز، وأحد رموز تيار الاستقلال بنقابة الصحفيين. وله مقالات في أكثر من وسيلة إعلامية بمصر وخارجها.

## وفاته
توفي عصر يوم الإثنين 13 يوليو 2020 في مستشفى «العجوزة» بالقاهرة بعد أيام من تدهور حالته الصحية، وتم حجزه في مستشفى العجوزة بعد شكوك في إصابته بكورونا
توفي بعد 10 أيام من إطلاق سراحه إثر اتهامات نفاها بـ"نشر أخبار كاذبة". في 2 يوليو 2020، أخلت نيابة أمن الدولة العليا سبيل الكاتب الصحفي محمد منير دون ضمانات، وغادر مستشفي ليمان سجن طرة (جنوبي القاهرة) والتي نقل لها آنذاك، لمعاناته من بعض الأمراض". كان منير قد تم القبض عليه بسبب تصريحات إعلامية لقناة الجزيرة.

## وصلات خارجية
- الفيديو الذي بثه محمد منير قبل وفاته